# Reboledo
Reboledo – miasto w Urugwaju, w departamencie Florida.